# CDU Mecklenburg-Vorpommern
Die CDU Mecklenburg-Vorpommern ist ein Landesverband der CDU im Bundesland Mecklenburg-Vorpommern.

## Geschichte

### Gründung und Gleichschaltung (1945–1952)

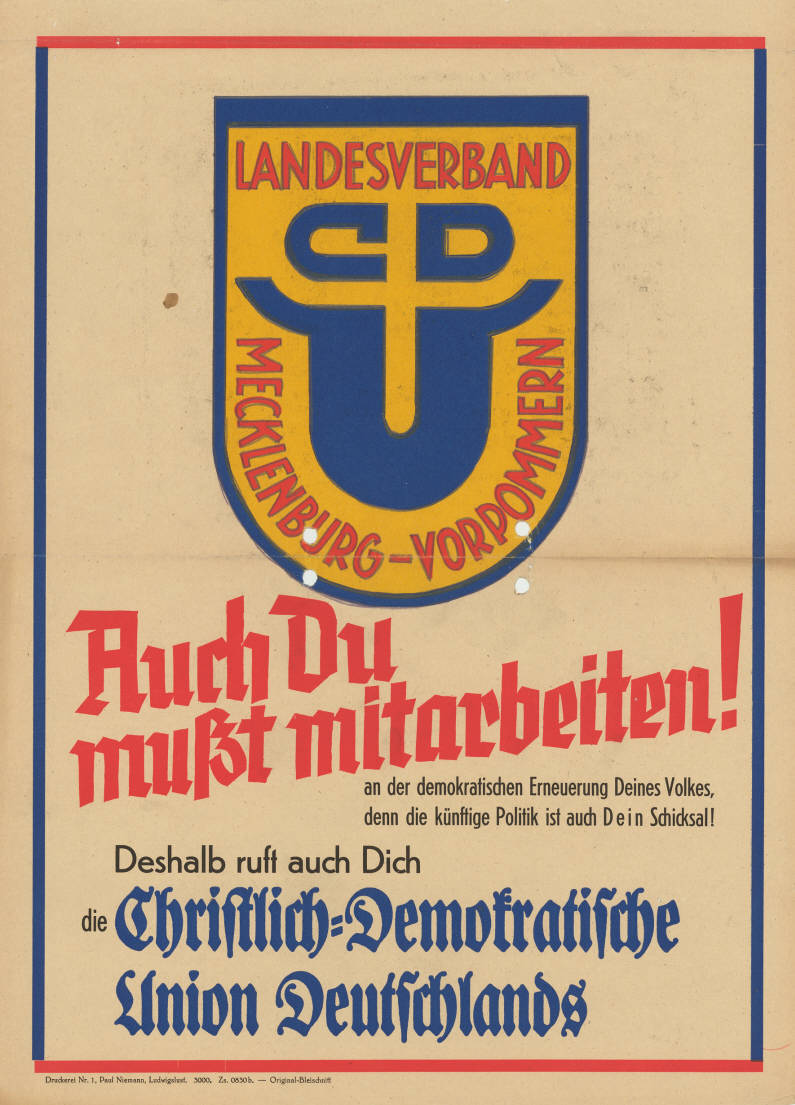
Werbeplakat der CDU

Der Gründungsaufruf der CDU Mecklenburg-Vorpommern datiert vom 5. Juli 1945. Auf der Gründungsversammlung in Schwerin an diesem Tag wurden Reinhold Lobedanz als Vorsitzender, Hans Krukenmeyer als stellvertretender Vorsitzender und Heinrich Albert, Rudolf Behrens, Carl Garz, Martin Karsten, Werner Pöhls und Hans Wittenburg als Beisitzer gewählt. Der erste Landesparteitag vom 27. bis 28. April 1946 bestätigte diesen Vorstand.
Während in den anderen Landesverbänden die Landesvorstände eine aktive Rolle im Kampf gegen die Gleichschaltung der CDU der DDR zur Blockpartei gespielt hatten, war in Mecklenburg-Vorpommern der Landesvorsitzende Reinhold Lobedanz von Anfang an ein Vertreter einer SED-orientierten Politik. Konsequenterweise war er auch der einzige Landesvorsitzende, der nicht durch die Sowjetische Militäradministration in Deutschland (SMAD) zum Rücktritt gezwungen wurde. Er wirkte bis zu seinem Tod 1955 aktiv am Aufbau der DDR-Diktatur mit.
Die Opposition ging in Mecklenburg-Vorpommern deshalb von der Basis aus. Die Politik der SMAD war daher darauf gerichtet, diese Stimmen mundtot zu machen. So wurde Werner Jöhren als Landrat abgesetzt und zur Flucht gezwungen. Der Chefredakteur der CDU-Zeitung Der Demokrat trat zurück, nachdem die SMAD einen Abdruck eines gegen den damaligen Parteivorsitzenden Jakob Kaiser gerichteten Artikels erzwungen hatte. Eine Vielzahl von lokalen Funktionären der CDU wurde durch die SMAD ihrer Ämter enthoben oder floh in den freien Westen. Wirtschaftsminister Siegfried Witte und der Landtagsabgeordnete Karl-Heinz Kaltenborn wagten als letzte namhafte CDU-Vertreter noch Widerspruch gegen die erzwungene Politik.

### Blockpartei in den drei Nordbezirken (1952–1989)
Nachdem 1952 die Länder in der DDR aufgelöst wurden, passte sich die CDU organisatorisch den neuen Bezirken an. Statt des Landesverbandes gab es nun Verbände in den Bezirken Rostock, Schwerin und Neubrandenburg. Die CDU war als Blockpartei auch auf Bezirksebene über die Einheitslisten der Nationalen Front an allen politischen Gremien der Bezirke wie den Bezirkstagen oder dem Rat des Bezirkes beteiligt und stimmte stets mit der SED.

### Neugründung nach der Wende (1989/1990)

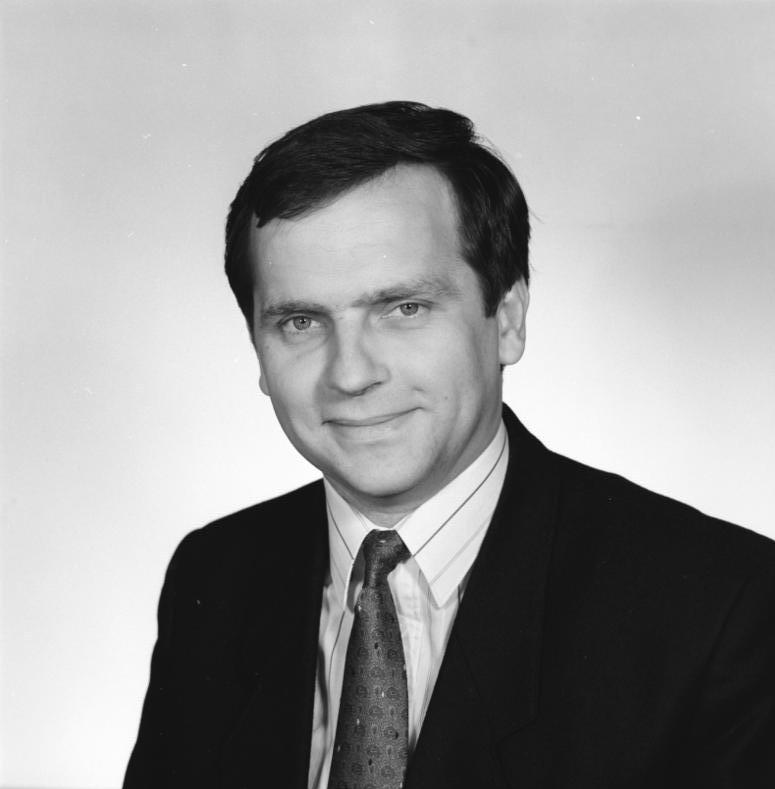
Günther Krause (1990)

Während der friedlichen Revolution im Herbst 1989 traten die Führungsspitzen der CDU in den drei Nordbezirken unter dem Druck der Ereignisse zurück und wurden durch CDU-Mitglieder der zweiten Reihe ersetzt. Am 8. November 1989 stellte der neue Bezirksvorstand in Rostock den Führungsanspruch der SED in Frage und räumte eigenes Versagen in der Vergangenheit ein. Er forderte eine durch das Volk zu billigende Verfassung, freie Wahlen, die Aufhebung des Schulfachs Wehrkunde, einen Zivilersatzdienst sowie die Zulassung neuer demokratischer Organisationen wie des Neuen Forums. Kurz darauf folgten die Bezirksverbände Schwerin und Neubrandenburg mit ähnlichen Erklärungen. Auf einem Berliner Sonderparteitag am 21. November 1989 erteilte die CDU nach intensiven Debatten dem Sozialismus eine Absage und bekannte sich zu einer ökologisch-sozialen Marktwirtschaft. Damit verbunden war eine Absage an den aufgezwungenen „christlichen Sozialismus“ und ein Bekenntnis zu Demokratie, Marktwirtschaft und Sozialstaat. Diese völlige Neuausrichtung war in Teilen der Partei sehr umstritten. Mit großem politischem Talent, aber auch mit einem bemerkenswerten Überzeugungswandel, profilierte sich Günther Krause, Parteimitglied seit 1975 und Kreisvorsitzender in Bad Doberan seit 1987, als Verfechter der Marktwirtschaft und der deutschen Einheit.

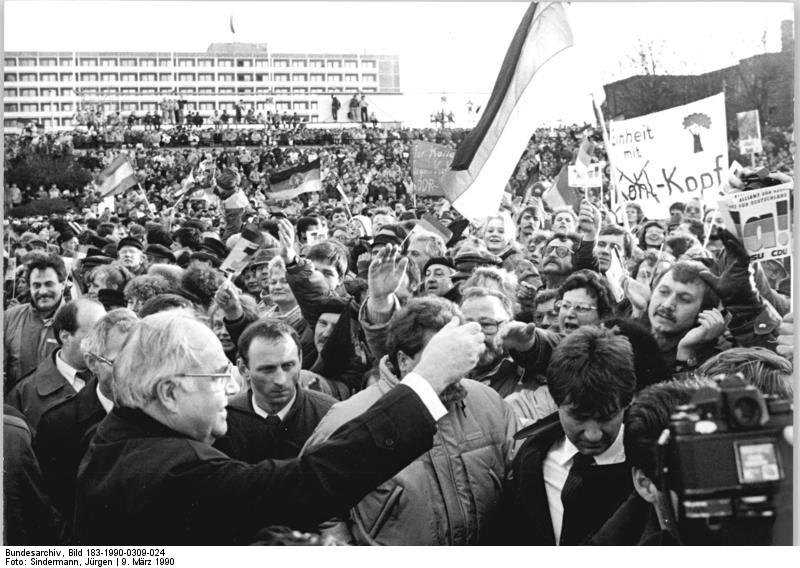
Helmut Kohl als Wahlhelfer der Ost-CDU für die Volkskammerwahl in Rostock

Der Landesverband der CDU Mecklenburg und Vorpommern konstituierte sich am 3. März 1990 in Rostock aus den drei damaligen Bezirksverbänden Schwerin, Rostock und Neubrandenburg neu. Günther Krause setzte sich gegen den Schweriner Bezirksvorsitzenden Lothar Moritz bei der Wahl zum ersten Landesvorsitzenden durch. Die Union konnte – im Gegensatz zur neugegründeten SPD oder dem Bündnis 90, für die selbst Telefone und Druckmaschinen Mangelware waren – auf die vorhandenen Organisationsstrukturen, das Parteivermögen sowie einen großen Mitgliederstamm der ehemaligen Blockpartei aufbauen und hatte somit bei den vier richtungsweisenden Wahlen des Jahres 1990 einen enormen Startvorteil. Dazu kam eine massive Wahlkampfhilfe der westdeutschen Union. Die überkommene CDU aus Blockparteizeiten galt allerdings sowohl konservativ orientierten DDR-Bürgerrechtlern als auch der Bonner CDU-Parteiführung als Altlast. Ein Teil der 1989 gebildeten Bürgerbewegungen, nämlich der Demokratische Aufbruch (DA) und die Deutsche Soziale Union (DSU) traten dennoch in einem Wahlbündnis mit der CDU als Allianz für Deutschland bei der ersten freien Volkskammerwahl am 18. März 1990 an.
Die Allianz gewann die Volkskammerwahl deutlich. Krause wurde Fraktionsvorsitzender in der Volkskammer und gleichzeitig Staatssekretär beim Ministerpräsidenten, sodass ihm eine Schlüsselposition in der DDR-CDU zukam. Für den Landesverband blieb ihm angesichts dieser Belastung jedoch weniger Zeit. Das Wahlergebnis der CDU bei der Volkskammerwahl war im späteren Mecklenburg-Vorpommern – verglichen mit dem Gesamtergebnis – unterdurchschnittlich:
| Bezirk/Partei | DDR     | Neubrandenburg | Rostock | Schwerin |
| ------------- | ------- | -------------- | ------- | -------- |
| CDU           | 40,80 % | 36,00 %        | 34,30 % | 39,80 %  |
| DSU           | 6,30 %  | 2,00 %         | 2,80 %  | 2,00 %   |
| DA            | 0,90 %  | 0,50 %         | 0,70 %  | 0,60 %   |

Am 6. Mai 1990 folgten die Kommunalwahlen. Die CDU bestätigte dabei ihren Führungsanspruch in Mecklenburg und Vorpommern.
Im Juli 1990 schloss sich die Demokratische Bauernpartei Deutschlands (DBD), ebenfalls eine frühere Blockpartei, der Ost-CDU an. Am 4. August 1990 fusionierte der DA mit der CDU. Die DSU blieb dagegen als eigenständige Partei bestehen, konnte aber auf Landesebene keine Rolle spielen.

### Schwarz-gelbe Landesregierung (1990–1994)

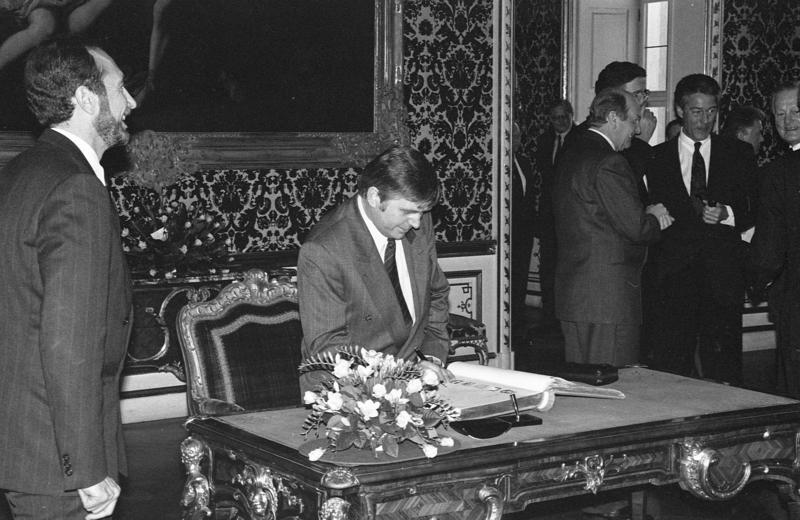
Alfred Gomolka (Dezember 1990)

Mit der deutschen Wiedervereinigung entstand das Land Mecklenburg-Vorpommern auf der Grundlage des Ländereinführungsgesetzes am 3. Oktober 1990 neu. Bei den Landtagswahlen am 14. Oktober 1990 wurde die CDU mit 38,3 Prozent der Stimmen erwartungsgemäß deutlich stärkste Kraft im Schweriner Landtag. Dennoch kam es zu einem Patt: Sowohl die Union und die FDP auf der einen als auch SPD und PDS auf der anderen Seite erhielten zusammen jeweils 33 Mandate. Der Übertritt von Wolfgang Schulz, bis September 1990 Mitglied der SPD, zur CDU löste die Pattsituation auf, sodass die CDU mit der FDP, die die Fünf-Prozent-Hürde knapp hatte überwinden können, bereits am 27. Oktober eine Koalition bilden und mit Alfred Gomolka den Ministerpräsidenten stellen konnte. Gomolka hatte sich vor der Landtagswahl in einer Kampfkandidatur überraschend gegen Georg Diederich als Spitzenkandidat durchgesetzt.
Die Hälfte der Minister im Kabinett Gomolka, darunter Gomolka selbst, war bereits zu DDR-Zeiten Mitglied der CDU gewesen. Dieses Verhältnis spiegelte sich noch deutlicher in der Fraktion wider: Von den 37 Abgeordneten hatten 16 schon vor 1989 der CDU angehört, fünf weitere waren Mitglied der DBD gewesen. Vom Demokratischen Aufbruch waren dagegen nur drei Abgeordnete in die CDU-Fraktion gelangt. Vier Abgeordnete der CDU gaben auf Drängen der Partei- und Fraktionsspitze ihre Mandate zurück, nachdem ihre frühere Tätigkeit als Inoffizieller Mitarbeiter für das Ministerium für Staatssicherheit bekannt worden war.
Die Regierung war von heftigen Kontroversen innerhalb der CDU geprägt. Diese entzündeten sich vor allem an der Privatisierung der Werftindustrie. CDU-Landeschef und Bundesverkehrsminister Günther Krause sprach sich gegen die von Gomolka und dem liberalen Wirtschaftsminister Conrad-Michael Lehment geplante Teilprivatisierung aus. Hinzu kamen persönliche Spannungen innerhalb des Kabinetts und Konflikte der Landesregierung mit der Landtagsfraktion der CDU. Nachdem Gomolka am 14. März 1992 den Justizminister Ulrich Born wegen „Illoyalität“ entlassen hatte, entzog ihm die CDU-Landtagsfraktion unter der Führung ihres Vorsitzenden Eckhardt Rehberg das Vertrauen.
Nachdem Gomolka am 19. März 1992, nach nur 18 Monaten im Amt, als Ministerpräsident zurücktrat, übernahm Berndt Seite dieses Amt (Kabinett Seite I). Seite war über das Neue Forum zur CDU gestoßen, seit 1990 Landrat im Kreis Röbel/Müritz und seit 1991 Generalsekretär der CDU in Mecklenburg-Vorpommern. Er führte die schwarz-gelbe Koalition fort. In die Amtszeit des Kabinetts Seite I fiel auch die Ablösung Günther Krauses, der über eine seiner zahlreichen Affären stolperte, durch Angela Merkel als Landesparteichefin der CDU im Juni 1993. Sie führte die Partei bis zum 20. Mai 2000. Mit Ausnahme des Fraktionsvorsitzenden Eckhardt Rehberg war damit die gesamte ersten Nachwende-Führungsriege der CDU in Mecklenburg-Vorpommern ausgetauscht worden.

### Schwarz-rote Koalition (1994–1998)

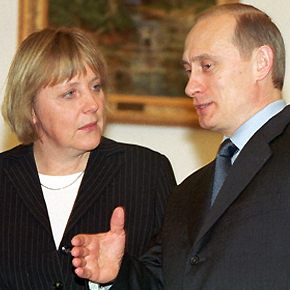
Angela Merkel (links, mit Wladimir Wladimirowitsch Putin im Jahr 2002), Landesparteivorsitzende 1993–2000

Bei der Landtagswahl 1994, welche parallel zur Bundestagswahl stattfand, konnte die CDU ihre Position behaupten (37,7 %, −0,5 Prozentpunkte), während die SPD leicht zulegte (29,5 %, +2,5 Prozentpunkte). Da die FDP aus dem Landtag ausschied (1,9 %) und ansonsten nur noch die PDS im Landtag vertreten war, wurde eine große Koalition gebildet, der Seite als Ministerpräsident vorstand (Kabinett Seite II).
Die Landtagswahl offenbarte ein grundsätzliches, bei den folgenden Wahlen noch stärker zutage tretendes strategisches Problem der CDU in Mecklenburg-Vorpommern: Zwar war die Partei noch einmal deutlich stärkste Kraft im Schweriner Landtag geworden, doch ohne Aussicht auf eine absolute Mehrheit und ohne die FDP als Mehrheitsbeschaffer war sie auf die Sozialdemokraten angewiesen, die aber in Mecklenburg-Vorpommern stärker als irgendwo sonst mit einer Koalition mit der PDS liebäugelten.

### Die CDU als Oppositionspartei (1998–2006)
Bei der Landtagswahl 1998, welche wiederum parallel zur Bundestagswahl stattfand, erlitt die CDU herbe Verluste (30,2 %, −7,5 Prozentpunkte), während die SPD unter Harald Ringstorff stärkste Kraft wurde (34,3 %) und zusammen mit der PDS die erste rot-rote Koalition bundesweit bildete.
Im Wahlkampf hatten sowohl die SPD als auch die PDS die Möglichkeit einer Zusammenarbeit signalisiert. Die CDU sah deshalb die größte Gefahr in einer starken PDS und versuchte einerseits, ihr Profil als ostdeutsche Regionalpartei zu schärfen, sich andererseits von der rote Socken-Kampagne der Bundespartei zu distanzieren. Angesichts des Bundestrends zu Ungunsten der Union, einer Arbeitslosenquote im Land zwischen 20 % und 30 % sowie ständiger Koalitionsquerelen blieb diese Strategie erfolglos. Sie verlor 7,5 Prozentpunkte gegenüber 1994 und war der klare Verlierer der Wahl.
Nach dem Gang in die Opposition und damit dem Verlust der Regierungsämter kam Fraktionschef Rehberg, der im Oktober 1999 jedoch erst im zweiten Wahlgang gewählt wurde, die Rolle des Wortführers der CDU in der Landespolitik zu. Seit die Landesvorsitzende Angela Merkel 1999 zusätzlich Generalsekretärin der Bundespartei war, wurde sie die wichtigste Repräsentantin der Ost-CDU.
Ab Dezember 1999 erschütterte der CDU-Spendenskandal auch den Landesverband in Mecklenburg-Vorpommern. Sowohl die Gehaltszuschüsse der Bundespartei für die Generalsekretäre des Landesverbandes in Höhe von 100.000 DM als auch die Übernahme von Wahlkampfkosten im Bundestagswahlkampf 1994 in Höhe von 147.200 DM stammten aus schwarzen Kassen mit unrechtmäßig erworbenem Geld. Eine der Folgen dieses Skandals war der Rücktritt Wolfgang Schäubles vom Amt des Bundesparteivorsitzenden und die Wahl Angela Merkels in dieses Amt. Gleichzeitig gab sie den Landesvorsitz auf. Zunächst übernahm diesen Steffie Schnoor im Mai 2000, ehe sie 2001 von Eckhardt Rehberg abgelöst wurde. Merkel selbst behielt sich zunächst eine Kandidatur als Ministerpräsidentin in Mecklenburg-Vorpommern vor.
Die CDU blieb auch nach der Landtagswahl 2002 in der Opposition. Spitzenkandidat der CDU war Eckhardt Rehberg. Wie schon 1994 und 1998 wurde die Landtagswahl stark von der erneut am selben Tag stattfindenden Bundestagswahl beeinflusst. In den Umfragen für beide Wahlen hatte die CDU bei Wahlumfragen noch bis wenige Wochen vor der Wahl mit teilweise deutlichem Abstand vor der SPD gelegen. Im Bund wie im Land drehte sich die Stimmung jedoch kurz vor der Wahl zugunsten der SPD.
Bei der Bundestagswahl 2005 zog Eckhardt Rehberg in den Bundestag ein und gab seine Ämter in der Landespartei auf. Nachfolger als Parteivorsitzender wurde Jürgen Seidel, als neuer Fraktionsvorsitzender wurde Harry Glawe gewählt. Lorenz Caffier übernahm den Posten als Generalsekretär von Hubert Gehring.

### Rot-schwarze Koalition (2006–2021)
2006 brach die SPD bei der Landtagswahl um 10 Prozentpunkte ein, lag aber dennoch knapp vor der CDU. Die SPD entschied sich zu einer Neuauflage der großen Koalition, diesmal jedoch unter SPD-Führung. Harald Ringstorff wurde mit den Stimmen der Union zum Ministerpräsidenten gewählt. Im Kabinett Ringstorff III stellte die CDU mit Jürgen Seidel den stellvertretenden Ministerpräsidenten und die Hälfte des Kabinetts. Auch nach dem Rücktritt Ringstorffs wurde die große Koalition unter Erwin Sellering fortgesetzt, Jürgen Seidel blieb im Kabinett Sellering I stellvertretender Ministerpräsident.
Von 2009 bis 2017 war Lorenz Caffier Parteivorsitzender. Generalsekretär ist seitdem Vincent Kokert.
Nach der Landtagswahl 2011, bei der die CDU mit 23,0 % ihr bislang mit Abstand schlechtestes Ergebnis in Mecklenburg-Vorpommern erzielt hatte, wurde Lorenz Caffier auch stellvertretender Ministerpräsident im Kabinett Sellering II. Die Koalition mit der SPD wurde nach der Landtagswahl 2016 fortgeführt und das Kabinett Sellering III gebildet. Nach dem Rücktritt des Ministerpräsidenten wurde die große Koalition unter Manuela Schwesig (SPD) fortgesetzt und das Kabinett Schwesig I gebildet.
2017 wurde Vincent Kokert in der Nachfolge Caffiers zum neuen Landesvorsitzenden gewählt. Am 31. Januar 2020 kündigte Kokert überraschend seinen Rücktritt als Fraktions- und Landesvorsitzender der CDU Mecklenburg-Vorpommern auf Grund privater und persönlicher Erwägungen an. Zum Nachfolger an der Spitze der CDU-Landtagsfraktion Mecklenburg-Vorpommern wurde Torsten Renz gewählt. Die kommissarische Leitung des Landesverbandes übernahm Eckhardt Rehberg.
Im Mai 2020 wurde die Linke-Politikerin, Mitglied und Mitbegründerin der vom Bundesverfassungsschutz im Kapitel Linksextremismus beobachteten Vereinigung Antikapitalistische Linke, Barbara Borchardt, auch mit Stimmen von CDU und SPD im Landtag zur Landesverfassungsrichterin gewählt. Dieses bundesweit mit viel Aufmerksamkeit beachtete Wahlergebnis wurde vom Ostbeauftragten Marco Wanderwitz (CDU) als Verhöhnung der Mauertoten gewertet. Auch der Vorsitzende des Stiftungsrates der Bundesstiftung zur Aufarbeitung der SED-Diktatur, Markus Meckel (SPD) übte Kritik.
Nachdem zunächst Katy Hoffmeister und Philipp Amthor ihr Interesse am Parteivorsitz äußerten, zog Hoffmeister ihre Kandidatur am 9. Juni 2020 zurück. Auch Amthor verzichtete später auf eine Kandidatur, sodass Michael Sack zum neuen Landesvorsitzenden gewählt wurde. Dieser trat auch als Spitzenkandidat seiner Partei bei der Landtagswahl 2021 an. Nach starken Verlusten trat er als Vorsitzender zurück und Rehberg übernahm erneut kommissarisch.

### Erneut in der Opposition (seit 2021)
Nach der verlorenen Landtagswahl 2021 musste die CDU den Gang in die Opposition antreten. Ministerpräsidentin Schwesig bildete eine Koalition mit der Linkspartei (Kabinett Schwesig II).

## Organisation
Der Landesverband untergliedert sich in acht Kreisverbände, unter denen die Stadt- und Ortsverbände bestehen. Auf Landesebene bestehen die Vereinigungen der Partei wie die Junge Union oder Frauen Union. Sechs Landesfachausschüsse bereiten die inhaltliche Arbeit vor:
- Wissenschaft und Forschung
- Schule, Kultur und Sport
- Sozialpolitik
- Landwirtschaft, Umwelt und Verbraucherschutz
- Innen und Recht
- Wirtschaft und Tourismus

Der Landesparteitag ist das höchste Organ der Partei und wählt den Landesvorstand.

## Mitgliederentwicklung
Der Landesverband der CDU erlebte seit Anfang der 1990er Jahre einen massiven personellen Umstrukturierungsprozess, in dessen Verlauf er um zwei Drittel schrumpfte. Heute fehlt der CDU Mecklenburg-Vorpommern bei etwa 6.000 Parteimitgliedern (Stand 2008) die Basis, um eine klassische Volkspartei nach westdeutschem Vorbild zu sein. Stattdessen wird sie als eine Fraktions- und Kaderpartei beschrieben. Diese Beschreibung trifft allerdings auf alle Parteien in Mecklenburg-Vorpommern zu. Auf niedrigem Niveau ist die CDU deutlich größer als die SPD Mecklenburg-Vorpommern mit knapp 3.000 Mitgliedern. Die Linke hat etwa 5.700 Mitglieder.
Die Problematik des geringen Organisationsgrades zeigt sich beispielsweise daran, dass die CDU bei Kommunalwahlen rund 5.500 Kandidaten aufstellt. Bei den Kommunalwahlen in Mecklenburg-Vorpommern 2009 errangen 278 Kandidaten der CDU Mandate, 1999 waren es 378.
| Jahr    | Mitgliederzahlen |
| ------- | ---------------- |
| 1990/91 | 18.3001          |
| 1995    | 9.600            |
| 2000    | 7.600            |
| 2003    | 7.400            |
| 2006    | 7.000            |
| 2008    | 6.047            |
| 2019    | 5.065            |
| 2022    | 4.700            |

1inklusive DBD

## Personen

### Parteivorsitzende
| Jahre                                                       | Vorsitzender             |
| ----------------------------------------------------------- | ------------------------ |
| 1945–1952                                                   | Reinhold Lobedanz        |
| 1952 bis 1990 bestand das Land Mecklenburg-Vorpommern nicht |                          |
| 1990–1993                                                   | Günther Krause           |
| 1993–2000                                                   | Angela Merkel            |
| 2000–2001                                                   | Steffie Schnoor          |
| 2001–2005                                                   | Eckhardt Rehberg         |
| 2005–2009                                                   | Jürgen Seidel            |
| 2009–2017                                                   | Lorenz Caffier           |
| 2017–2020                                                   | Vincent Kokert           |
| 2020                                                        | Eckhardt Rehberg (komm.) |
| 2020–2021                                                   | Michael Sack             |
| 2021–2022                                                   | Eckhardt Rehberg (komm.) |
| 2022–2024                                                   | Franz-Robert Liskow      |
| seit 2024                                                   | Daniel Peters            |

### Generalsekretäre
| Jahre     | Generalsekretär     |
| --------- | ------------------- |
| 1991–1992 | Berndt Seite        |
| 1992–1993 | Günter Reitz        |
| 1993–1995 | Klaus Preschle      |
| 1995–1997 | unbesetzt           |
| 1997–2000 | Hubert Gehring      |
| 2000–2005 | unbesetzt           |
| 2005–2009 | Lorenz Caffier      |
| 2009–2017 | Vincent Kokert      |
| 2017–2021 | Wolfgang Waldmüller |
| 2021–2022 | unbesetzt           |
| 2022–2024 | Daniel Peters       |
| 2024–2025 | Philipp Amthor      |
| seit 2025 | Katy Hoffmeister    |

### Fraktionsvorsitzende
| Jahre                                                       | Vorsitzender        |
| ----------------------------------------------------------- | ------------------- |
| 1946–1948                                                   | Werner Jöhren       |
| 1948–1952                                                   | Gustav Röseler      |
| Juli 1952                                                   | Helmut Rother       |
| 1952 bis 1990 bestand das Land Mecklenburg-Vorpommern nicht |                     |
| 1990–2005                                                   | Eckhardt Rehberg    |
| 2005–2009                                                   | Armin Jäger         |
| 2009–2011                                                   | Harry Glawe         |
| 2011–2020                                                   | Vincent Kokert      |
| 2020                                                        | Torsten Renz        |
| 2020–2021                                                   | Wolfgang Waldmüller |
| 2021–2024                                                   | Franz-Robert Liskow |
| seit 2024                                                   | Daniel Peters       |

### Ehrenvorsitzende
- Adolf Lüben

### Bundestagsabgeordnete
Die CDU Mecklenburg-Vorpommern stellte folgende Mitglieder des Deutschen Bundestages:
- ab 2025 (21. Deutscher Bundestag): Philipp Amthor, Simone Borchardt und Georg Günther[30]
- 2021–2025 (20. Deutscher Bundestag): Philipp Amthor, Simone Borchardt und Dietrich Monstadt
- 2017–2021 (19. Deutscher Bundestag): Philipp Amthor, Maika Friemann-Jennert, Angela Merkel, Dietrich Monstadt, Eckhardt Rehberg und Peter Stein
- 2013–2017 (18. Deutscher Bundestag): Matthias Lietz, Angela Merkel, Dietrich Monstadt, Eckhardt Rehberg, Peter Stein und Karin Strenz
- 2009–2013 (17. Deutscher Bundestag): Matthias Lietz, Angela Merkel, Dietrich Monstadt, Christoph Poland, Eckhardt Rehberg und Karin Strenz
- 2005–2009 (16. Deutscher Bundestag): Ulrich Adam, Susanne Jaffke, Angela Merkel und Eckhardt Rehberg
- 2002–2005 (15. Deutscher Bundestag): Ulrich Adam, Susanne Jaffke, Werner Kuhn und Angela Merkel
- 1998–2002 (14. Deutscher Bundestag): Ulrich Adam, Susanne Jaffke, Paul Krüger, Werner Kuhn und Angela Merkel
- 1994–1998 (13. Deutscher Bundestag): Ulrich Adam, Susanne Jaffke, Paul Krüger, Werner Kuhn, Günter Marten, Angela Merkel und Hans-Otto Schmiedeberg
- 1990–1994 (12. Deutscher Bundestag): Ulrich Adam, Wolfgang Ehlers, Elisabeth Grochtmann, Susanne Jaffke, Günther Krause, Paul Krüger, Günter Marten und Angela Merkel

### Volkskammerabgeordnete
Bei der Volkskammerwahl 1990 wurden für die CDU in den drei nördlichen Bezirken der DDR, aus denen das Land Mecklenburg-Vorpommern gebildet wurde, Christoph Brandt, Thomas Brick, Lorenz Caffier, Wolfgang Ehlers, Michael Fischer, Juliane Grehn, Karl Hagemann, Susanne Jaffke, Frieder Jelen, Günther Krause, Paul Krüger, Peter Lüth, Jürgen Seidel, Joachim Steinmann, Ingeborg Tamm und Dietmar-Richard Unger als Abgeordnete in die letzte Volkskammer gewählt.